# Opiętek gruszowiec
Opiętek gruszowiec (Agrilus sinuatus) – gatunek chrząszcza z rodziny bogatkowatych i podrodziny Agrilinae. Naturalnym zasięgiem obejmuje Europę i Syberię, ponadto zawleczony został do nearktycznej Ameryki Północnej. Żeruje na różowatych.

## Taksonomia
Gatunek ten opisany został po raz pierwszy w 1790 roku przez Guillaume’a-Antoine’a Oliviera pod nazwą Buprestis sinuatus.

## Morfologia
Chrząszcz o mocno wydłużonym ciele długości od 4,5 do 10 mm (zwykle powyżej 7 mm), z wierzchu ubarwiony miedzistofioletowo lub purpurowo, pod spodem zaś czarno lub brunatnie z purpurowym odcieniem. Owłosienie wierzchu ciała jest równomierne, krótkie, ciemne i trudno dostrzegalne; błyszcząco białe owłosienie może być obecne tylko wzdłuż szwu w wierzchołkowej części pokryw. Spód ciała i pleuryty równomiernie porośnięte są jasnym owłosieniem. Głowa zaopatrzona jest w duże oczy niemal stykające się z przednią krawędzią przedplecza. Czułki są bardziej przysadzistej budowy niż u A. mendax i mają drugi i trzeci człon krótsze niż dwukrotność szerokości. Przedplecze podwójne, krawędzie boczne niepołączone w pobliżu środka długości i słabo ku tyłowi zbieżne, a z jego tylnych kątów wybiegają rozszerzone ku przodowi żeberka (kile). Pokrywy mają krawędzie boczne lekko tylko wykrojone w tylnej ⅓. Przedpiersie ma rozrośnięty płat przedni z głęboko, trójkątnie wykrojoną krawędzią oraz równoległe boki wyrostka międzybiodrowego. Odwłok ma rowek wzdłuż krawędzi ostatniego widocznego sternitu niezmodyfikowany, zaokrąglony. U samca na sternicie tym występuje pośrodkowy kil.

## Ekologia i występowanie

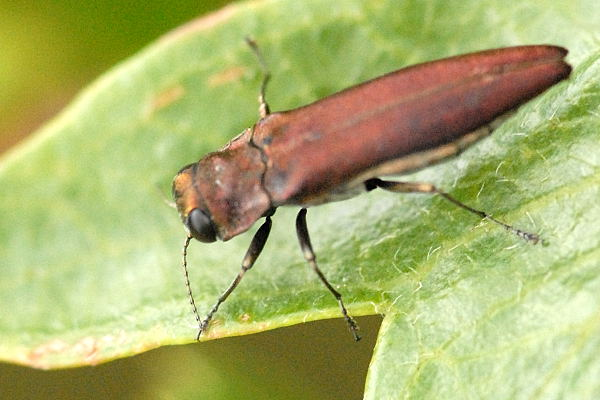
Imago na liściu

Owad ten zasiedla lasy, polany, zarośla, sady, ogrody i parki. Ksylofagiczne larwy żerują pod korą i w bielu gałęzi drzew i krzewów z rodziny różowatych, drążąc tam zygzakowate chodniki. Są oligofagiczne. Wśród ich roślin żywicielskich wymienia się głóg dwuszyjkowy, głóg jednoszyjkowy, głóg miękki, głóg odgiętodziałkowy, głóg włoski, gruszę pospolitą, gruszę migdałowatą, irgę kutnerowatą, irgę pospolitą, jabłoń domową, jarząb mączny, jarząb pospolity, nieszpułkę jadalną oraz pigwę pospolitą. Osobniki dorosłe obserwuje się od kwietnia do lipca ze szczytem pojawu w maju i czerwcu.
Gatunek pierwotnie palearktyczny, znany z Hiszpanii, Wielkiej Brytanii, Francji, Niemiec, Szwajcarii, Austrii, Włoch, Szwecji, Polski, Czech, Słowacji, Węgier, Ukrainy, Rumunii, Bułgarii, Słowenii, Chorwacji, Bośni i Hercegowiny, Serbii, Czarnogóry, Albanii, Macedonii Północnej, Grecji, europejskiej części Turcji oraz europejskiej i syberyjskiej części Rosji (na wschód po Zabajkale). Ponadto zawleczony został do nearktycznej Ameryki Północnej. W Polsce stwierdzono go na nielicznych stanowiskach. Na „Czerwonej liście gatunków zagrożonych Republiki Czeskiej” umieszczony jest jako gatunek narażony na wymarcie (EN). Z kolei na „Czerwonej liście bogatkowatych Saksonii-Anhalt” umieszczony został jako gatunek wymierający.